# Lijst van voetbalinterlands Mongolië - Vanuatu
Deze lijst van voetbalinterlands is een overzicht van alle officiële voetbalwedstrijden tussen de nationale teams van Mongolië en Vanuatu. De landen speelden tot op heden een keer tegen elkaar. Dat was een vriendschappelijke wedstrijd op 15 juni 2023 in Bhubaneswar (India).

## Wedstrijden
| № | Plaats      | Datum        | Competitie        | Wedstrijd          | Uitslag |
| - | ----------- | ------------ | ----------------- | ------------------ | ------- |
| 1 | Bhubaneswar | 15 juni 2023 | Vriendschappelijk | Vanuatu – Mongolië | 1 – 0   |

## Samenvatting
| Competitie        | Totaal gespeeld | Winst Mongolië | Gelijk | Winst Vanuatu | Doelsaldo Mongolië – Vanuatu |
| ----------------- | --------------- | -------------- | ------ | ------------- | ---------------------------- |
| Vriendschappelijk | 1               | 0              | 0      | 1             | 0 − 1                        |
| Totaal            | 1               | 0              | 0      | 1             | 0 − 1                        |

MFF · Mongolisch vrouwenelftal
Interlands
Tegenstander:
Afghanistan ·
Azerbeidzjan ·
Bangladesh ·
Bhutan ·
Brunei ·
Cambodja ·
Filipijnen ·
Georgië ·
Guam ·
Hongkong ·
India ·
Japan ·
Jemen ·
Kirgizië ·
Koeweit ·
Laos ·
Libanon ·
Macau ·
Malediven ·
Maleisië ·
Mauritius ·
Myanmar ·
Noord-Korea ·
Oezbekistan ·
Oost-Timor ·
Palestina ·
Saoedi-Arabië ·
Singapore ·
Sri Lanka ·
Tadzjikistan ·
Taiwan ·
Tanzania ·
Vanuatu ·
Vietnam ·
Zuid-Korea
VFF · 
Vanuatuaans vrouwenelftal
Interlands
Tegenstander:
Amerikaans-Samoa ·
Australië ·
Brunei ·
Cookeilanden ·
Estland ·
Fiji ·
Guam ·
Guinee ·
India ·
Indonesië ·
Libanon ·
Mongolië ·
Nieuw-Caledonië ·
Nieuw-Zeeland ·
Papoea-Nieuw-Guinea ·
Salomonseilanden ·
Samoa ·
Tahiti ·
Tonga